# Ханіа Моро
Ханіа Моро (1 жовтня 1996) — єгипетська плавчиня.